# Walter Qvist
Walter Gunnar Theodor Qvist, född 19 juli 1890 i Helsingfors, död 8 februari 1961 i Åbo, var en finländsk kemist.
Qvist blev diplomingenjör 1912 och filosofie doktor 1919. Han blev 1922 docent i kemisk teknologi vid Åbo Akademi och var professor i allmän kemisk teknologi där 1926–1961. Därtill var han professor i kemi och varulära vid handelshögskolan i Åbo 1927–1961, och högskolans rektor 1929–1957. Vid samma lärosäte utnämndes han 1958 till ekonomie hedersdoktor.
Han var broder till geografen Johannes Qvist.